# Коренев, Иоанн
Иоанн Коренев (Иван Иванович Коренев, 1734 — 25 апреля 1825) — протоиерей-филантроп.

## Биография
Родом из села Щир Кромского уезда, из поповской семьи. В 1767 был рукоположён священником Воскресенской церкви в Орле. Обратив внимание на ужасающее положение бесприютных и престарелых, общественное призрение которых почти не было организовано, он задался целью устроить для них приют. Отказывая себе в самом необходимом и побуждая своих прихожан к жертвам, он добился того, что в 1780 такой приют был выстроен. Одно отделение было предназначено просто для бедных людей, другое — для младенцев неизвестного происхождения или таких, воспитать которых матери были не в состоянии. В первом до 1822 была проявлена забота о 1500 человек, во втором воспитано свыше тысячи детей, о дальнейшем образовании которых Коренев горячо заботился. Впоследствии Коренев устроил и другой дом призрения, при орловском Предтеченском кладбище. Занимая должность увещателя подсудимых при орловских присутственных местах, он пользовался любовью и уважением арестантов.
В 1823 году был пожалован Государем Императором Александром I Орденом Владимира IV степени.